# 楞厳寺 (兵庫県新温泉町)
楞厳寺（りょうごんじ）は、兵庫県美方郡新温泉町田井にある臨済宗天龍寺派の寺院。

## 歴史
夢窓国師の法嗣南溟（なんめい）禅師が、延文5年（1360年）に建立。